# Forbush-Ereignis
Ein Forbush-Ereignis (auch: Forbush-Effekt) ist ein beobachteter plötzlicher Abfall in der hochenergetischen kosmischen Strahlung nach einem solaren Ausbruch. Dies geschieht, weil der Sonnenwind diese hochenergetischen Teilchen von der Erde fernhält. Das Ereignis kann mit einem Teilchendetektor leicht nachgewiesen werden.
Namensgeber für den Begriff Forbush-Ereignis war der Geophysiker Scott E. Forbush, der sich in den 1930er- und 1940er-Jahren mit der Erforschung der kosmischen Strahlung beschäftigte und diesen Effekt entdeckte.

## Quelle
- Who's Afraid of a Solar Flare? - NASA Science